# Temno (román)
Temno je historický román Aloise Jiráska odehrávající se v první polovině 18. století. Knižně vyšel poprvé v dubnu 1915 v nakladatelství J. Otty, definitivně naplnil scottovský románový typ (pojmenován podle spisovatele Waltera Scotta, vyznačuje se bohatou dějovostí, napínavým příběhem fiktivních, nebo poloanonymních postav, jejichž osudy utváří konkrétní událost, v níž vystupují i skutečné historické postavy). Temno se stalo, dle tohoto románu, synonymem pobělohorské doby v Čechách.

## Děj
Děj románu je umístěn do doby zápasu o svatořečení Jana Nepomuckého; začíná korunovací Karla VI. (1723, tedy více než sto let po bitvě na Bílé Hoře) a končí svatořečením Jana Nepomuckého (1729), kniha tedy popisuje šest let z doby pobělohorské. Příběh se odehrává v Praze a na Skalce u Opočna. Do Prahy přijíždí regent (vrchní správce panství) Lhotský ze Skalky, aby se spolu s dalšími zástupci slavných rodů zúčastnil korunovace. Pak se opět vrací na Skalku, kde žije se svou neteří, bohabojnou paní Polexinou Mladotovnou. Spolu s vrchností žije ve Skalce mnoho poddaných, pro příběh je důležitý hlavně myslivec Machovec se svými dětmi (Helenkou a Tomášem) a nevrlý správce Čermák. Lhotský má v oblibě rodinu myslivce, s Machovcem a jeho synem pořádá hony. Helenka pracuje jako služka u paní Polexiny. Machovec si ale znepřátelí správce Čermáka poté, co se vysměje peklu, kterým správce rád straší poddané.
V českých zemích se stále vyskytují vyznavači zakázané evangelické víry a proti nim všemi možnými prostředky bojuje jezuitský řád; v potírání nekatolíků zvláště vyniká páter Koniáš. Myslivec s dětmi chodí do kostela, ale správce zjistí, že nedodržují půst, na večer zavírají okenice, a proto pojme podezření, že jsou vyznavači protestantské víry. S tímto obviněním ale u Lhotského neuspěje. Myslivec se setká se svým přítelem Vostrým, jenž je hledán jakožto predikant (protestantský kazatel) a šiřitel nekatolických knih. Katolické misie chtějí vyznavače přijímání pod obojí obrátit zpět na katolickou víru. Jedna taková misie, kterou vede jezuita Mateřovský, zavítá do blízkosti Skalky a správce Čermák ihned udá Machovce. Tomu se sice podaří uprchnout, avšak Tomáše a Helenku nemůže vzít s sebou. Jezuité zastihnou v domě jen myslivcovy děti, ale při prohlídce nalézají nakonec i zakázané knihy, které jsou pak slavnostně spáleny na hranici.
Tomáš a Helenka se dostanou do nemilosti paní Polexiny a jsou považováni za kacíře. Jsou vyhnáni z myslivny a musí tvrdě pracovat s ostatními poddanými. Po čase je paní Polexina pošle na převýchovu ke svému příbuznému do Prahy. Nejsou vítáni a následně jsou prodání do poddanství k sládkovi Březinovi. Tomáš pracuje na vinicích, kde se setkává i se zastánci nekatolické víry. Helenka se dostává k příbuzné sládka Březiny, paní Lerchové, kde je s donucením převychovávána na katolickou víru (rekatolizována). Helenka zjišťuje, že její otec se úspěšně dostal za hranice a plánuje jejich odjezd do ciziny. Během služby u paní Lerchové se však Helenka seznámí s jejím vnukem Jiřím Březinou, studentem filosofie. Později se do sebe, i přestože jejich víra je rozdílná, zamilují. Helenka ostatně už pochybuje o evangelické víře a stále více se i vnitřně kloní ke katolicismu.
Ve společnosti se netrpělivě očekává svatořečení Jana Nepomuckého. Do Prahy přijíždí jezuita Mateřovský, který má jediný cíl – zcela vymýtit před svatořečením nekatolickou víru v Praze. Podaří se mu překvapit vinaře při tajné protestantské bohoslužbě, které se účastní i predikant Vostrý, který z pověření Machovce přišel odvést Tomáše a Helenku do ciziny. Tomášovi i Vostrému se podaří uprchnout, ale Helenka s nimi odmítá utéct, protože miluje Jiřího.
U svého přítele Hubatia se Jiří Březina občas setkává s jeho sousedem, jímž je deklamátor (čili pomocný úředník) Svoboda, vášnivý sběratel knih a tajný evangelík. Když Tomáš a Vostrý prchali směrem k hranicím, poskytl jim pomoc i bratr deklamátora Svobody, který byl myslivcem na jičínském panství a který před časem musel odpřisáhnout, že se vzdává evangelické víry. Krátce po útěku Tomáše a Vostrého byl myslivec Svoboda udán pro rouhání (pochyboval o zázracích Jana Nepomuckého) a našly se u něho kacířské knihy; proto byl uvězněn. Myslivec tentokrát svou víru nezapřel, neodvolal, a tak byl mučen, odsouzen k smrti a potom i popraven.
U Březinů se rozhoduje, jaké povolání si zvolí Jiří. Otec touží mít ze syna kněze, což se nesetká s Jiříkovým nadšením. Stále miluje Helenku. Ona si ale uvědomí, že nikdy nebude spokojeně žít v manželství s Jiřím. Když se prozradilo, že si ona, dívka z kacířského rodu, pomyslila na syna bohatého měšťana, vyhnali ji z domu Březinových a za trest měla být odvezena do poddanství na Skalku.
Přijímá tedy nabídku svého otce, který pro ni tajně přijel, a odchází za Tomášem do ciziny.
Deklamátor Svoboda navštívil svého uvězněného bratra myslivce, který čekal na popravu. Po návratu je propuštěn z úřadu a umírá na infarkt, když je přistižen při nekatolické bohoslužbě. Jiří Březina, zklamaný nenaplněnou láskou k Helence, se stává alumnem (seminaristou) a v bílém rouchu se účastní slavnosti na počest nového světce. Román končí oslavami svatořečení Jana Nepomuckého v ulicích Prahy. V poslední kapitole se dovídáme o osudu emigrantů: Machovce, Tomáše, Helenky a dětí popraveného myslivce Svobody.

## Zajímavosti
- Ve fasciklu studijních materiálů, který se zachoval v Jiráskově pozůstalosti, je mnoho výpisků k Temnu. Tento román psal v době, kdy byl již v důchodu, a připravoval se na něj s mimořádnou svědomitostí. Jak naznačují výpisy ve studijních materiálech, znal Jirásek všechnu dostupnou historickou literaturu k tomuto tématu.[2] „Ze srovnání historických dokumentů s Jiráskovým románem Temno je patrné, že autor velmi pečlivě studoval archiválie, aby vytvořil realistický obraz doby, prostředí, lidí i událostí."[3]
- Postavu myslivce Svobody nalezl Jirásek v díle svého přítele Antonína Rezka Dějiny prostonárodního hnutí náboženského v Čechách z roku 1887 a v práci T. V. Bílka Reformace katolická z roku 1892. Oba prameny vypravují o myslivci Svobodovi, který žil na panství hraběte Šlika a kterého dvakrát přistihli při čtení nekatolických knih; byl proto hrabětem odevzdán soudu a pro křivou přísahu popraven. Jeho synové a dcery, rovněž nekatolíci, nemohli snést útisk a uprchli do Žitavy. Také postava Machovce byla – s určitými úpravami – převzata z uvedeného díla Rezkova, kde se o něm praví, že utekl s celou rodinou do Saska.[4] Rovněž jezuité Firmus a Mateřovský nejsou postavy vymyšlené, ale jejich existence je doložena v díle Rezkově, kde je popsán i nelidský způsob, jímž přiváděli nekatolíky zpět do lůna církve.[5] Podrobnosti ze života pátera Koniáše čerpal Jirásek z článku Antonína Podlahy[6] a u téhož autora našel též informace o dlouho marném úsilí získat obyvatele pražských vinic znovu katolické církvi.[7][8] Skutečnou postavou byl také Jiří Vostrý.
- Podle historičky Ivany Čornejové je Jiráskův román "skvělé a velmi čtivé dílo ... Popisy činnosti misionářů i proslulou Koniášovu misii v Dobrušce líčí Alois Jirásek ve shodě s prameny. Jirásek znal prameny více než dobře." Naopak filmovou adaptaci románu z roku 1950 označuje za "směšnou karikaturu".[9]
- Temno četli za 1. světové války čeští vojáci na frontách i lidé v zázemí a všude posilovalo vůli k odboji proti útisku a k boji za národní svébytnost. První knižní vydání v dubnu 1915 bylo během tří týdnů rozebráno a již 4. 6. 1915 vychází vydání druhé, které je vyprodáno ještě před Vánocemi. V březnu 1916 vychází vydání třetí a pak ještě tři do konce světové války. Profesor Arne Novák napsal v roce 1915 v časopise Květy: „Jedno jest nepochybno: udeřila hodina, v níž také ten, kdo Jiráska jako umělce a básníka přijímal vždy pouze s výhradami, přimyká se k němu vděčně jako k učiteli národní energie a národní víry. A jím jest také v »Temnu«; zvláštním paradoxem kniha, jejíž rekové jsou většinou trpní, volá k činu a učí stránkami, na nichž se šeří zánik češství, věřiti v mravní sílu a lepší budoucnost národa...".[10][11] Rakousko-uherské úřady na tento velký ohlas Jiráskova románu reagovaly tím, že Zemská školní rada vydala v lednu 1917 zákaz nákupu Temna pro školní knihovny. Pokyn k tomu jí dalo Místodržitelství přípisem z 15. 12. 1916.[12]

| „                                  | Celý národ veřejně by se měl Vám poděkovat za dílo tak krásné, jak jest Vaše Temno. Jest to snad nejkrásnější dílo, které jste napsal. | “ |
| — Max Švabinský v dopise Jiráskovi | |   |

## Filmová adaptace
Roku 1950 byla natočena československá filmová adaptace románu s názvem Temno. V režii Karla Steklého v hlavních rolích hráli: Ladislav Boháč, Jiřina Švorcová, Eduard Cupák, Theodor Pištěk, Helena Friedlová.

## Vydání
Jiráskovo Temno vycházelo nejprve v časopise Zlatá Praha, a to od září 1912 do září 1913 (kapitoly 1–52) a od října 1914 do března 1915 (kapitoly 53–76). Knižně bylo publikováno v nakladatelství Jan Otto v roce 1915. Román byl přeložen do několika jazyků, např. slovenštiny, polštiny („Mroki"), maďarštiny ("Sötétség"). Z mnoha českých vydání vybíráme dvě novější:
- JIRÁSEK, Alois. Temno. V Tribunu EU vyd. 1. Brno: Tribun EU, 2010. 555 s. ISBN 978-80-7399-315-3.
- JIRÁSEK, Alois. Temno. Praha: Český klub, 2000. 637 s. ISBN 80-85637-53-7.

Vycházela i vydání s poznámkami v edici Mimočítanková četba, např.:
- JIRÁSEK, Alois. Temno: Historický obraz: Mimočítanková četba pro odborné školy. 2., nezm. vyd. v SPN. Praha: SPN, 1959. 598, [2] s.

Román byl též zdramatizován:
- MAREK, Jan a JIRÁSEK, Alois. Temno: Dramatizace [stejnojm.] románu Aloise Jiráska. 1. vyd. Praha: Dilia, 1989. 45 s. ISBN 80-203-0067-8.

## Dílo dostupné online
- Digitalizovaná vydání díla Temno v České digitální knihovně
- JIRÁSEK, Alois. Temno: historický obraz. 20. vydání. V Praze: Nakladatelství J. Otto, 1930. 768 s. Dostupné online